# KTM Moto2
La KTM Moto2 también conocida como la KTM RC12 fue una motocicleta de carreras desarrollada por KTM para competir en el Campeonato del Mundo de Moto2 desde la temporada 2017 hasta la temporada 2019.

## Historia
En 2016 KTM anunció un acuerdo con su marca de suspenciones White Power Performance Systems para crear una motocicleta de Moto2. La KTM Moto2 sigue la línea clásica de KTM al usar un chasis tubular de acero y basculante de aluminio, además de contar con escapes Akrapovic hechos especialmente para la moto y frenos Brembo junto con las suspensiones WP. Los pilotos encargados de testear la motocicleta en el Circuito de Almería y en el MotorLand Aragón fueron los españoles Julián Simón y Ricky Cardús.
El Red Bull KTM Ajo fue el equipo encargado de representar a la marca en 2017 con Miguel Oliveira y Brad Binder como sus pilotos. En su segunda carrera en la categoría KTM logró su primera pole position y podio en el Gran Premio de la República Argentina de la mano de Miguel Oliveira. En el transcurso de la temporada consiguieron podios en España, Cataluña, Alemania (con vuelta rápida incluida), República Checa y Aragón (con pole position incluida), además de una vuelta rápida en San Marino. El 22 de octubre de 2017, KTM logró el primer 1-2 de su historia en Moto2, Miguel Oliveira ganó el Gran Premio de Australia seguido de su compañero de equipo Brad Binder. Una semana después volvieron a repetir la gesta en el Gran Premio de Malasia al terminar Oliveira otra vez por delante de Binder. En la carrera final en Valencia, las KTM volvieron a subir al podio con Oliveira como ganador de la carrera y Binder en el tercer puesto.
En 2018, KTM alineó 5 motos en parrilla, a las 2 motos del Red Bull KTM Ajo se le sumaron las dos motos del Swiss Innovative Investors y una moto del Kiefer Racing. KTM comenzó la temporada con podios consecutivos en Argentina, las Américas y España a los que le siguieron: una victoria en Italia (con vuelta rápida incluida), un podio en Cataluña, victorias conscutivas en Alemania y República Checa, podios en Austria (con vuelta rápida incluida) y San Marino, victoria en Aragón (con pole position incluida), podios consecutivos en Tailandia y Japón, victoria en Australia y podio en Malasia. En la última carrera de la temporada en Valencia, KTM volvió a lograr otro 1-2 de la mano de Miguel Oliveira quien en esta oportunidad fue acompañado en el podio por Iker Lecuona piloto del Swiss Innovative Investors.

## Resultados en Moto2
(Carreras en negrita indican pole position, carreras en cursiva indican vuelta rápida)
| Año  | Neu. | Equipo                     | N.º. | Piloto             | 1   | 2   | 3   | 4   | 5   | 6   | 7   | 8   | 9   | 10  | 11  | 12  | 13  | 14  | 15  | 16  | 17  | 18  | 19  | Puntos | CP  | Puntos | CC |
| ---- | ---- | -------------------------- | ---- | ------------------ | --- | --- | --- | --- | --- | --- | --- | --- | --- | --- | --- | --- | --- | --- | --- | --- | --- | --- | --- | ------ | --- | ------ | -- |
| 2017 | D    |                            |      |                    | QAT | ARG | AME | ESP | FRA | ITA | CAT | NED | GER | CZE | AUT | GBR | RSM | ARA | JPN | AUS | MAL | VAL |     |        |     |        |    |
| 2017 | D    | Red Bull KTM Ajo           | 41   | Brad Binder        | 20  | 9   |     |     |     | 10  | 17  | 13  | 7   | 12  | 7   | 9   | 4   | 5   | Ret | 2   | 2   | 3   |     | 125    | 8º  | 266    | 2º |
| 2017 | D    | Red Bull KTM Ajo           | 44   | Miguel Oliveira    | 4   | 2   | 6   | 3   | 17  | 5   | 3   | 5   | 2   | 3   | Ret | 8   | Ret | 3   | 7   | 1   | 1   | 1   |     | 241    | 3º  | 266    | 2º |
| 2017 | D    | Red Bull KTM Ajo           | 88   | Ricard Cardús      |     |     | 14  | 14  | 13  |     |     |     |     |     |     |     |     |     |     |     |     |     |     | 7      | 29º | 266    | 2º |
| 2018 | D    |                            |      |                    | QAT | ARG | AME | ESP | FRA | ITA | CAT | NED | GER | CZE | AUT | GBR | RSM | ARA | THA | JPN | AUS | MAL | VAL |        |     |        |    |
| 2018 | D    | Red Bull KTM Ajo           | 41   | Brad Binder        | 6   | Ret | 6   | 6   | 9   | 6   | 6   | 7   | 1   | 6   | 6   | C   | 8   | 1   | 4   | 5   | 1   | 8   | Ret | 201    | 3º  | 345    | 2º |
| 2018 | D    | Red Bull KTM Ajo           | 44   | Miguel Oliveira    | 5   | 3   | 3   | 2   | 6   | 1   | 2   | 6   | 4   | 1   | 2   | C   | 2   | 7   | 3   | 3   | 11  | 2   | 1   | 297    | 2º  | 345    | 2º |
| 2018 | D    | Swiss Innovative Investors | 22   | Sam Lowes          | Ret | 13  | 24  | 8   | 13  | Ret | 9   | 9   | 5   | 9   | Ret | C   | Ret | 20  | Ret | 17  | 14  | 15  | Ret | 49     | 16º | 345    | 2º |
| 2018 | D    | Swiss Innovative Investors | 27   | Iker Lecuona       | Ret | 11  | 5   | 9   | Ret | 13  | 10  | 16  | 19  | 13  | 10  | C   | 19  | 14  | 7   | 8   | Ret | Ret | 2   | 80     | 12º | 345    | 2º |
| 2018 | D    | Kiefer Racing              | 3    | Lukas Tulovic      |     |     |     | 20  | 23  |     |     |     |     |     |     |     |     |     |     |     |     |     |     | 0      | NC  | 345    | 2º |
| 2018 | D    | Kiefer Racing              | 77   | Dominique Aegerter | 15  | 8   | 9   |     |     | 12  | 20  | 14  | 14  | 17  | 17  | C   | 13  | 21  | 16  | 13  | 6   | 14  | 11  | 47     | 17º | 345    | 2º |
| 2019 | D    |                            |      |                    | QAT | ARG | AME | ESP | FRA | ITA | CAT | NED | GER | CZE | AUT | GBR | RSM | ARA | THA | JPN | AUS | MAL | VAL |        |     |        |    |
| 2019 | D    | Red Bull KTM Ajo           | 41   | Brad Binder        | 12  | 6   | Ret | 5   | 4   | 15  | 11  | 2   | 2   | Ret | 1   | 3   | 6   | 1   | 2   | 12  | 1   | 1   | 1   | 259    | 2º  | 281    | 2º |
| 2019 | D    | Red Bull KTM Ajo           | 88   | Jorge Martín       | 15  | Ret | 15  | Ret | 20  | 16  | 15  | Ret | 9   | 13  | 7   | 12  | 12  | 9   | 6   | 3   | 2   | Ret | 5   | 94     | 11º | 281    | 2º |
| 2019 | D    | Red Bull KTM Tech3         | 65   | Philipp Öttl       | 23  | 19  | 18  | 23  | 19  | 21  | DNS | DNS |     | 23  | 22  | 24  | 23  | 26  | 22  | 20  | 22  | 21  | 26  | 0      | NC  | 281    | 2º |
| 2019 | D    | Red Bull KTM Tech3         | 72   | Marco Bezzecchi    | 26  | 16  | Ret | 22  | 18  | 23  | 23  | 10  | 19  | 12  | 23  | 19  | Ret | 15  | 10  | Ret | Ret | Ret | 19  | 17     | 23º | 281    | 2º |
| 2019 | D    | Gaviota Ángel Nieto Team   | 18   | Xavi Cardelús      | 25  | 21  | Ret | 25  | Ret | 25  | 25  | 18  | 26  | 25  | 26  | 27  | 25  | 27  | Ret | 23  | 25  | 23  | 28  | 0      | NC  | 281    | 2º |
| 2019 | D    | Gaviota Ángel Nieto Team   | 54   | Mattia Pasini      |     |     |     | Ret |     |     |     |     |     |     |     |     |     |     |     |     |     |     |     | 0      | 20º | 281    | 2º |
| 2019 | D    | Gaviota Ángel Nieto Team   | 96   | Jake Dixon         | Ret | 17  | DNS |     | 17  | Ret | Ret | 12  | Ret | 18  | 19  | 23  | 20  | 23  | 19  | 17  | 21  | 17  | 13  | 7      | 25º | 281    | 2º |
| 2019 | D    | American Racing KTM        | 16   | Joe Roberts        | 22  | 22  | Ret | 20  | 14  | Ret | 20  | 14  | 25  | DNS | 21  | 22  | 16  | 30  | Ret | 18  | 16  | 19  | 18  | 4      | 28º | 281    | 2º |
| 2019 | D    | American Racing KTM        | 27   | Iker Lecuona       | Ret | 4   | Ret | 10  | 9   | Ret | Ret | 15  | Ret | 10  | 8   | 11  | 21  | 7   | 3   | Ret | 7   | 6   |     | 90     | 12º | 281    | 2º |
| 2019 | D    | American Racing KTM        | 69   | Sean Dylan Kelly   |     |     |     |     |     |     |     |     |     |     |     |     |     |     |     |     |     |     | Ret | 0      | NC  | 281    | 2º |
| 2019 | D    | Kiefer Racing              | 3    | Lukas Tulovic      | 21  | 18  | 19  | 19  | 16  | 20  | 24  | 13  | 24  | Ret | 27  | 26  | 22  | 25  | Ret | Ret | 24  | 22  | Ret | 3      | 29º | 281    | 2º |

- * Temporada en curso.